# Санта-Катерина-Альбанезе
Санта-Катерина-Альбанезе (итал. Santa Caterina Albanese) — коммуна в Италии, располагается в регионе Калабрия, подчиняется административному центру Козенца.
Население составляет 1156 человек, плотность населения составляет 68 чел./км². Занимает площадь 17 км². Почтовый индекс — 87010. Телефонный код — 0984.
Покровителем коммуны почитается святой великомученик Пантелеймон, празднование 27 июля.